# Saint-Georges-les-Landes
Saint-Georges-les-Landes település Franciaországban, Haute-Vienne megyében. Lakosainak száma 232 fő (2022. január 1.). Saint-Georges-les-Landes La Châtre-Langlin, Cromac, Les Grands-Chézeaux, Mailhac-sur-Benaize és Saint-Sulpice-les-Feuilles községekkel határos.

## Népesség
A település népessége az elmúlt években az alábbi módon változott:
| Lakosok száma | 240  | 240  | 243  | 239  | 239  | 237  | 235  | 233  | 232  |
|               | 2013 | 2015 | 2016 | 2017 | 2018 | 2019 | 2020 | 2021 | 2022 |